# Frances Fabri
Sárika Frances Fabri (Geburtsname: Sárika Frances Ladányi, * 22. September 1929 in Békés, Ungarn; † 9. Januar 2006 in San Francisco) war eine ungarische Holocaustüberlebende und US-amerikanische Historikerin.

## Leben
Als 1944 das Eichmann-Kommando und seine ungarischen Helfer die Juden aus Ungarn in die Konzentrationslager deportierten, geriet Sárika Ladányis Familie in das Konzentrationslager Auschwitz. Nur sie und ihre Mutter überlebten und kehrten nach ihrer Befreiung nach Békés zurück. Ladányi heiratete den Ungarn Emery Fabri. Nach dem Scheitern des Ungarischen Volksaufstandes 1956 flüchteten sie in die Vereinigten Staaten. Ihr abgebrochenes Studium setzte sie dort fort und graduierte in Geschichte und Literaturwissenschaften an der Hofstra University im Bundesstaat New York. Um 1972 zog sie nach San Francisco. Dort begann sie zusammen mit studentischen Helfern von der San Francisco State University, Überlebende des Holocaust mit einem von ihr entwickelten standardisierten Verfahren zu interviewen. Fünfzig der Fragebogen und die von ihr vorgenommenen Auswertungen liegen heute im von Fabri initiierten Holocaust Center of Northern California. Ein Teil ihrer eigenen Texte  wurde postum unter dem Titel Crickets Would Sing veröffentlicht.

## Fabri Literaturpreis
Im Andenken an Frances Fabri wurde 2006 von Matthew McKay der Fabri Literary Prize gestiftet, dessen erste Vergaben an David Fuller Cook, Eli Brown und Chris Huntington gingen. Mit Amy Wachspress wurde 2011 erstmals auch eine Autorin gefördert, die wie Fabri im Holocaustgedenken arbeitet.

## Schriften
- Crickets would sing, short fiction, memoir, Harrisburg, PA : Plum Branch Press, 2007